# Berf
Die Berf (im Oberlauf Berfa) ist ein rechtsseitiger Nebenfluss der Schwalm. Sie entspringt in der Nähe der Wüstung Geiersrod etwa zwei Kilometer südlich von Görzhain (Schwalm-Eder-Kreis) und zwei Kilometer nördlich von Bieben (Vogelsbergkreis) in der Nähe der BAB 5. Die Quellhöhe beträgt circa 440 Meter. Der nächste Berg ist der Hohe Balz mit einer Gipfelhöhe von 444 Metern.
Zunächst fließt die Berf, in diesem Abschnitt Schwarzwasser genannt, in südwestlicher Richtung der BAB 5 folgend in Richtung Lingelbach. Hierbei wird sie von der Landesstraße 3161 überquert. In Höhe von Lingelbach mündet der Erlenbach in die Schwarzwasser ein. Kurz vor Berfa in Höhe des Hemmberges schwenkt sie stark nach Nordwesten und wird dabei von der BAB 5 überquert. Nach rund 300 Metern mündet der Lingelbach in die nun Berf genannten Fluss ein.  Nun fließt sie parallel zur Landesstraße 3157 auf den Ort Berfa zu. Im weiteren Verlauf windet sich der Fluss durch die Landschaft und erreicht Elbenrod. Die Fließrichtung hält die Berf bei und erreicht Hattendorf, um schließlich nordöstlich von Heidelbach auf Höhe des Heidelberg in die Schwalm zu münden.
Der Fluss wird 1366 erstmals urkundlich erwähnt (Berfe). Der Name ist eine Komposition aus ahd. bibar 'Biber' und der Endung -affa.
Von der Quelle bis zur Mündung überwindet die Berf einen Höhenunterschied von 130 Metern und hat eine Länge von 18,3 Kilometern. Sie hat ein Einzugsgebiet von 34,812 Quadratkilometern. 